# ISO 3166-2:FJ
ISO 3166-2:FJ — стандарт Международной организации по стандартизации, который определяет геокоды. Является подмножеством стандарта ISO 3166-2, относящимся к Фиджи. Стандарт охватывает 4 округа и 1 зависимую территорию Фиджи. Каждый геокод состоит из двух частей: кода Alpha2 по стандарту ISO 3166-1 для Фиджи — FJ и дополнительного кода, записанных через дефис. Дополнительный однобуквенный код образован аббревиатурой названия округа, зависимой территории. Геокоды округов и зависимой территории Фиджи являются подмножеством кодов домена верхнего уровня — FJ, присвоенного Фиджи в соответствии со стандартами ISO 3166-1.

## Геокоды Фиджи
Геокоды 4 округов и 1 зависимой территории административно-территориального деления Фиджи.
| Геокод | Административная единица | Статус               |
| ------ | ------------------------ | -------------------- |
| FJ-C   | Центральный округ        | округ                |
| FJ-E   | Восточный округ          | округ                |
| FJ-N   | Северный округ           | округ                |
| FJ-R   | Ротума                   | зависимая территория |
| FJ-W   | Западный округ           | округ                |

## Геокоды пограничных Фиджи государств
- Вануату — ISO 3166-2:VU (на западе (морская граница)),
- Тонга — ISO 3166-2:TO (на востоке (морская граница)),
- Тувалу — ISO 3166-2:TV (на севере (морская граница)).